# Libardo Niño
Libardo Niño Corredor (Paipa, 10 de agosto de 1968) es un ciclista colombiano. Pasó al profesionalismo en 1994, ganó en tres oportunidades la Vuelta a Colombia (2003, 2004 y 2005) y el Clásico RCN en dos ocasiones (2005 y 2007). Su hermano Víctor Niño también es ciclista profesional.
Niño, perteneció a los equipo de ciclismo Café de Colombia, Kelme, Manzana Postobón, Aguardiente Néctar, EBSA – Coordiadora, Lotería de Boyacá, Le Tua entre otros, con los cuales hizo temporada en Europa, donde fue ganador del tour de Irán, Vuelta a Chiapas, y a nivel nacional fue ganador 3 veces de la vuelta a Colombia, 2 veces del Clásico RCN, y muchas otras competencias nacionales e internacionales.
Libardo, se radicó en la ciudad de Yopal Casanare y ha venido realizando desde el año 2015 la travesía MARTELLO con la edición mujeres al pedal y en 2019 fusionó la pasión del ciclismo de ruta con la travesía Martello, para así empezar a posicionar el Gran Fondo Martello Libardo Niño, como el único evento de ciclismo de la región de los llanos Orientales.

## Palmarés
| 1992 - 2 etapas de la Vuelta a Boyacá 1993 - 3.º en la Vuelta a Boyacá - 3 etapas de la Vuelta a Colombia 1994 - 3 etapas del Clásico RCN 1995 - 3.º en la Vuelta a Cundinamarca - 1 etapa del Clásico RCN - 1 etapa de la Vuelta a Colombia 1997 - 1 etapa del Clásico RCN 1998 - 1 etapa del Clásico RCN - 1 etapa de la Vuelta a México 1999 - 2.º en la Vuelta a Cundinamarca 2000 - Giro de Rigo - Vuelta a Boyacá, más 2 etapas - 1 etapa del Clásico RCN 2001 - 3.º en la Vuelta a Boyacá - 1 etapa de la Vuelta a Colombia - Clásico Ciclístico Banfoandes 2002 - Clásica del Meta, más 2 etapas - Vuelta a Boyacá, más 3 etapas 2003 - Clásica del Meta, más 2 etapas - Vuelta a Colombia, más 1 etapa - 1 etapa de la Vuelta a Guatemala | 2004 - 1 etapa de la Vuelta a Boyacá - 2 etapas de la Vuelta a Colombia - 1 etapa del Clásico RCN - 3 etapas de la Vuelta a Costa Rica - 2.º en la Vuelta a Antioquia - 2.º en el Campeonato de Colombia Contrarreloj 2005 - 1 etapa de la Vuelta a Boyacá - Vuelta a Antioquia, más 1 etapa - Vuelta a Colombia, más 1 etapa - Clásico RCN, más 2 etapas - Doble Copacabana GP Fides, más 2 etapas 2006 - Campeonato de Colombia Contrarreloj - 2 etapas de la Vuelta a El Salvador - 1 etapa de la Vuelta a Colombia - 2 etapas de la Vuelta a Boyacá - 1 etapa de la Clásica de Fusagasugá - Vuelta a Antioquia, más 1 etapa - 1 etapa del Clásico RCN - Medalla de plata en los Juegos Sudamericanos en contrarreloj 2007 - Clásica del Meta, más 1 etapa - Clásico RCN - 1 etapa de la Doble Copacabana GP Fides 2009 - Vuelta Ciclista a Chiapas, más 1 etapa \| Resultados anulados desde el 13/08/2010 al 07/05/2019[3] \| \| ------------------------------------------------------------------------------------------------------------------------------- \| \| 2010 - Vuelta a Cundinamarca (15-19/09/2010) 2011 - Clásica de Fusagasugá - 2.º en el Tour de Langkawi - 2.º en el Tour de Irán \| |
| Resultados anulados desde el 13/08/2010 al 07/05/2019 | |
| 2010 - Vuelta a Cundinamarca (15-19/09/2010) 2011 - Clásica de Fusagasugá - 2.º en el Tour de Langkawi - 2.º en el Tour de Irán | |

## Resultados en las Grandes Vueltas
Durante su carrera deportiva consiguió los siguientes puestos en las Grandes Vueltas:
| Carrera         | 1994 |
| --------------- | ---- |
| Tour de Francia | -    |
| Giro de Italia  | 72.º |
| Vuelta a España | -    |

## Resultados en Campeonatos

### Juegos Olímpicos
1 participación.
- 1992: 76.º en la clasificación final.[4]

### Campeonato Mundial de Ciclismo en Ruta

#### Prueba de ruta
1 participación.
- 1995: abandonó.

### Campeonato Mundial de Ciclismo de Ruta Aficionado
1 participación.
- 1993: 29.º en la clasificación final.

### Juegos Sudamericanos

#### Prueba a cronómetro
1 participación.
- 2006:  Segundo en la prueba.[5]

### Campeonato Panamericano de Ciclismo en Ruta

#### Prueba de ruta
2 participations.
- 2006: 43.º de la clasificación final.[6]
- 2007: 45.º en la clasificación final.[7]

#### Prueba a cronómetro
2 participaciones.
- 2006: 5.º en la prueba.[8]
- 2007:  Ganador de la prueba.